# Cittadella
Cittadella este o comună din provincia Padova, regiunea Veneto, Italia, cu o populație de 19.970 de locuitori și o suprafață de 36,68 km².

## Personalități născute aici
- Paola Egonu (n. 1998), voleibalistă.